# انسی، پیرنس-اتلانتیکس
انسی، پیرنس-اتلانتیکس (به فرانسوی: Ance, Pyrénées-Atlantiques) یک کمون در فرانسه است که در Canton of Aramits واقع شده‌است.

## خصوصیات
انسی ۱۰٫۱۲ کیلومترمربع مساحت و ۲۴۲ نفر جمعیت دارد و ۲۵۲ متر بالاتر از سطح دریا واقع شده‌است.